# Vissec
Vissec település Franciaországban, Gard megyében. Lakosainak száma 68 fő (2022. január 1.). Vissec Campestre-et-Luc, Blandas, Saint-Maurice-Navacelles, Saint-Michel és Sorbs községekkel határos.

## Népesség
A település népessége az elmúlt években az alábbi módon változott:
| Lakosok száma | 46   | 50   | 50   | 48   | 55   | 56   | 60   | 67   | 67   | 68   |
|               | 1968 | 1982 | 1990 | 2006 | 2013 | 2015 | 2017 | 2019 | 2020 | 2022 |